# Carlos Bruce
Carlos Ricardo Bruce Montes de Oca (Lima, 24 de fevereiro de 1957) é um empresário e político peruano. É o atual prefeito do distrito de Santiago de Surco desde 1º de janeiro de 2023. Além disso, foi deputado federal pela República por três mandatos. É mais conhecido por atuar como Ministro da Habitação nos governos de Martín Vizcarra, Pedro Pablo Kuczynski e Alejandro Toledo, onde este último também o nomeou Ministro da Presidência.

## Biografia
Nascido em 24 de fevereiro de 1957, é filho de Eduardo José Bruce Noronha e Alicia Montes de Oca Flores.
Bruce estudou no colégio Imaculado Coração de Maria e depois no Colégio Marianista de Santa Maria. Depois de formado, ingressou na Universidade de Lima para estudar Economia, posteriormente passou a trabalhar nos setores de construção, metalmecânica, pesca e comércio exterior.
Foi presidente da Associação de Exportadores do Peru (ADEX), presidente da Federação Latino-Americana de Exportadores (Fladex), presidente da Coalizão Empresarial Contra o Contrabando de Drogas (CEAD), vice-presidente da Câmara de Comércio Internacional (CCI-Peru), diretor da Confederação Nacional de Instituições Empresariais Privadas (Confiep) e membro do Conselho Diretor da Comissão de Promoção de Exportadores (Prompex).
Ele também trabalhou como consultor internacional, membro do Conselho Editorial do jornal Diario Síntesis e professor da Faculdade de Economia da Universidade de Lima.
Foi também presidente da Foncodes, do programa social produtivo especial A Trabajar, do Fundo de Investimento para o Desenvolvimento de Áncash, da Comissão de Priorização de Investimentos do Departamento de Pasco (CESPPASCO), do Meu Fundo Habitacional e diretor da Fonafe.

## Carreira política
Bruce iniciou sua carreira política concorrendo ao Congresso pelo partido Somos Peru nas eleições gerais de 2000. No entanto, ele não foi eleito.
Apoiou o líder do Peru Possível Alejandro Toledo na Marcha de los Cuatro Suyos e foi um dos principais líderes da marcha contra a ditadura de Alberto Fujimori.
Após a queda do regime de Fujimori e a convocação de eleições gerais, Bruce concorreu novamente ao Congresso pelo Perú Posible, mas não foi eleito.

### Governo de Alejandro Toledo

#### Ministro da Presidência
Após a vitória de Alejandro Toledo como Presidente da República nas eleições de 2001, Bruce foi nomeado Ministro da Presidência em 28 de julho de 2001. No primeiro gabinete presidido por Roberto Dañino Zapata.
Permaneceu no cargo até a desativação do Ministério, em julho de 2002.

#### Ministro da Habitação, Construção e Saneamento
Após a dissolução de seu ministério, tornou-se chefe do Ministério da Habitação, Construção e Saneamento, de 2002 a 2005, sendo o ministro com maior aprovação durante o regime de Toledo. Por causa de sua gestão, ficou conhecido desde então pelo apelido de Techito. Ele renunciou ao cargo em decorrência da nomeação de Fernando Olivera como chanceler.

### Congressista
Em 2005, concorreu como candidato à primeira vice-presidência para as eleições gerais de 2006, sob a candidatura de Rafael Belaunde Aubry. Porém, em 31 de janeiro de 2006, Belaúnde renunciou à candidatura devido a desentendimentos internos. Em seguida, Bruce concordou em liderar a lista do Perú Posible para o Congresso da República e foi eleito congressista para o mandato de 2006-2011, onde obteve a segunda maior votação a nível nacional.
Para as eleições de 2011, Bruce foi candidato à primeira vice-presidência da república na chapa presidencial de Alejandro Toledo pela Alianza Perú Posible e foi diretor da campanha presidencial. No entanto, a candidatura de Toledo ficou em terceiro lugar nas pesquisas.
Em 26 de maio do mesmo ano, Toledo decidiu que seu partido apoiaria no segundo turno o então candidato do Gana Perú e então presidente da república, Ollanta Humala. Isto causou um desentendimento com Bruce, pois o partido inicialmente informou ao público que não apoiaria nem Humala nem Keiko Fujimori.
Nas mesmas eleições, Bruce concorreu ao Congresso da República e foi reeleito para o mandato parlamentar de 2011-2016 com 130.620 votos.
Em 29 de julho, Bruce foi expulso do Perú Posible através de uma carta de Toledo, por supostamente difamar outros membros do partido e, em seguida, em agosto de 2011, Bruce formou a bancada da Concertação Parlamentar dentro do Congresso juntamente com Renzo Reggiardo e os quatro parlamentares apristas reeleitos.
Para as eleições gerais de 2016, ele se juntou ao partido Peruanos Por el Kambio, que tinha Pedro Pablo Kuczynski como candidato presidencial. Bruce concorreu novamente ao parlamento e foi reeleito, com 112.377 votos, para o mandato parlamentar de 2016-2021.

### Ministro da Habitação (2017-2019)
Em setembro de 2017, foi reconduzido como Ministro da Habitação, Construção e Saneamento pelo Presidente Pedro Pablo Kuczynski até a renúncia de Pedro e a renovação de um novo gabinete agora liderado por Martín Vizcarra como Presidente da República.
Em 11 de março de 2019, foi empossado pela terceira vez como Ministro da Habitação, Construção e Saneamento no novo Conselho de Ministros de Martín Vizcarra, presidido por Salvador del Solar, e junto com Bruce, outros sete novos ministros foram empossados, formando um gabinete conjunto. Permaneceu 34 dias no cargo, em 14 de abril de 2019 foi forçado a renunciar devido às investigações abertas pela promotora pública Zoraida Avalos contra ele e outros quatro deputados, César Vásquez Sánchez (APP), Marvin Palma (Cambio 21), Clemente Flores Vílchez (PPK) e Javier Velásquez Quesquén (APRA), por supostas ligações com a organização criminosa “Los temerarios del crimen”, chefiada pelo ex-prefeito de Chiclayo David Cornejo.
Bruce continuou em suas funções como parlamentar independente e, em setembro de 2019, seu cargo chegou ao fim após a dissolução do Congresso decretada por Martín Vizcarra.
Para as eleições gerais de 2021, Bruce reapareceu na arena política quando foi integrado como membro da equipe técnica do partido Victoria Nacional, do candidato George Forsyth. Depois, durante o segundo turno das eleições entre os candidatos Pedro Castillo do Peru Libre e Keiko Fujimori do Fuerza Popular, Bruce anunciou seu apoio à candidatura de Fujimori e foi incorporado como membro da equipe técnica dela. Isso gerou polêmica porque Bruce era considerado um dos principais opositores do regime ditatorial de Alberto Fujimori, onde liderou a histórica Marcha de los Cuatro Suyos.

### Prefeito de Surco
No período que antecedeu as eleições municipais de 2022, Bruce ingressou no partido Avanza País e anunciou sua candidatura a prefeito do distrito de Santiago de Surco. No final dos processos eleitorais, Bruce foi eleito prefeito para o mandato municipal de 2023-2024.

## Vida pessoal
Em 18 de maio de 2014, em entrevista ao jornal El Comercio, ele revelou sua homossexualidade, depois de muita especulação criada a partir da promoção da lei da união civil de pessoas do mesmo sexo no Peru, tornando-se o primeiro político abertamente gay na história do país.

## Controvérsias
Em 5 de junho de 2019, desencadeou polêmica com comentários que foram descritos como racistas em relação ao ex-presidente Martín Vizcarra. O parlamentar oficial afirmou que Moquegua era apenas uma pequena região e que Vizcarra havia sido incluído na chapa presidencial devido à necessidade de um representante provincial do interior do país.